# Deutscher Mannschaftswettbewerb Schwimmen der Jugend
Der Deutsche Mannschaftswettbewerb Schwimmen der Jugend (DMSJ, seltener DMS-J) ist ein jährlich stattfindender Schwimmwettkampf, der durch den DSV und seine Landesverbände veranstaltet wird. Der Wettkampf wird in den Altersklassen Jugend A (16/17 Jahre) bis Jugend D (10/11 Jahre) als Staffelwettkampf ausgetragen. Neben den Deutschen Mannschaftsmeisterschaften Schwimmen ist der DMSJ der zweite große Mannschaftswettbewerb in der als Einzelsportart bekannten Sportart Schwimmen in Deutschland.

## Ablauf
Die Vereinsmannschaften treten in folgenden Disziplinen an:
- 4 × 100 Meter Freistil
- 4 × 100 Meter Brust
- 4 × 100 Meter Rücken
- 4 × 100 Meter Schmetterling (in der Jugend D: 4 × 50 m Schmetterling)
- 4 × 100 Meter Lagen[1]

Die Wettkämpfe werden an einem oder zwei Tagen innerhalb von sieben Tagen (meist über ein Wochenende) ausgetragen und finden in Vor- und Endkämpfen nach Regionen und Bundesländern statt. Der DSV richtet ein bundesweites DSV-Finale aus, für das sich mindestens die zwölf besten Mannschaften der Jugend D und C und mindestens die sechs besten der Jugend B und A aus den Landesendkämpfen qualifizieren. Wird eine Staffel in einer Disziplin auf Grund eines Regelverstoßes disqualifiziert oder gibt auf, so kann eine andere Staffel der Vereinsmannschaft diese Strecke zum Ende des Wettkampfabschnittes wiederholen. Erfolgt eine weitere Disqualifikation oder eine Aufgabe, scheidet die Mannschaft aus.